# Xizicus duplum
Xizicus duplum är en insektsart som först beskrevs av Andrej Vasiljevitj Gorochov 1998.  Xizicus duplum ingår i släktet Xizicus och familjen vårtbitare. Inga underarter finns listade i Catalogue of Life.